# Don't forget me
「Don't forget me」（ドント・フォゲット・ミー）は宇徳敬子の12枚目のシングル。ZAIN RECORDSから1998年8月26日に発売された。規格品番：ZADL-1079。

## 内容
3作目のアルバム『満月〜rhythm〜』と同時発売されたシングル。『満月〜rhythm〜』冒頭に収録され、カップリング「ふたりのSeason」もまたアルバム2曲目に収録されている。
3曲目の「満月 MEGA-MIX」は、アルバム『満月〜rhythm〜』の全収録曲をリミックスして繋げ収録したもの。「満月 MEGA-MIX」のミュージック・ビデオを収録したVHS「満月 FILM MEGA-MIX」が制作され、発売当時の全国の新星堂で『満月〜rhythm〜』購入者のみ入手出来た。非売品のため、現在は入手困難である。
裏ジャケットに「…るけど、夏明けるとあなたとここに来たい」と記述されている。

## 収録曲
全曲　作詞・作曲・コーラスアレンジ:宇徳敬子　編曲:寺島良一（2）
1. Don't forget me (single edit)
2. ふたりのSeason
3. 満月 MEGA-MIX from pieces of 満月

## 参加ミュージシャン
- 寺尾広 - ピアノ、オルガン